# Chamaita
Chamaita är ett släkte av fjärilar. Chamaita ingår i familjen björnspinnare.
Kladogram enligt Catalogue of Life:

## Bildgalleri

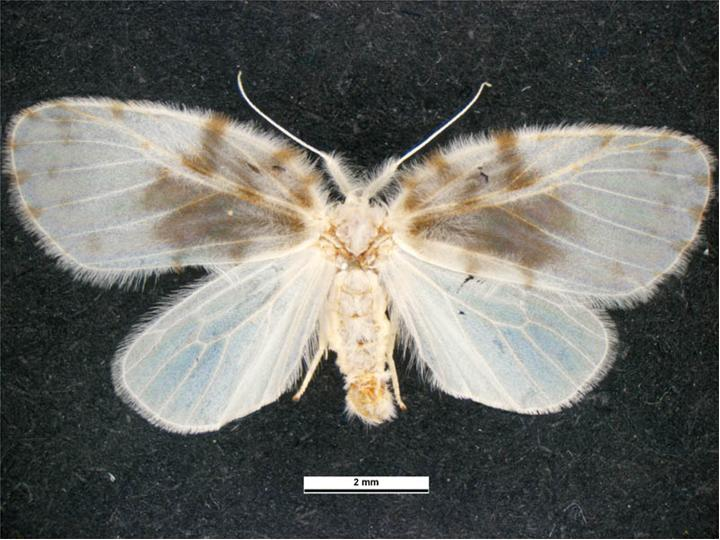